# Израильско-ливанская граница
Израильско-ливанская граница (также известна как «синяя линия») — временная граница между Израилем и Ливаном.
В июне 2000 года Организация Объединённых Наций была призвана определить границу между Ливаном и Израилем, с тем чтобы определить, выведены ли все израильские войска из Ливана в соответствии с резолюцией 425 Совета Безопасности. Это направление стали называть «синяя линия». В то же время, Организация Объединённых Наций не рассматривала юридически недемаркированную международную границу на Голанских высотах, поскольку это не требуется для выполнения резолюции 425. Согласно этому, Голанские высоты прямо не называются «синей линией».
«Синюю линию» ООН должна была определить как линию развёртывания Армии обороны Израиля до 14 марта 1978 года, когда израильские войска зашли в Ливан. Линия должна быть признана Ливаном и Израилем как международная граница, а не просто как линия перемирия 1949 года (обычно называют «зелёной линией») по итогам арабо-израильской войны 1948 года.

## История

### До 1948 года
До времен британского мандата Земля Израиля, Сирия и Ливан входили в состав Османской империи. Во время Первой мировой войны сверхдержавы пытались разделить эти территории между собой: соглашение Сайкса-Пико 1916 года, подписанное британскими дипломатами Марком Сайксом и французом Шарлем Франсуа-Жоржем-Пико, определяло северную границу международной территории, которая должна была находиться на территории Земли Израиля под общим управлением Британии, Франции, Италии, России и арабского представителя. Линия проходила от побережья Средиземного моря, немного севернее Акко в Ахзиве, досеверо-запада Киннерета, в районе Табахи. Британия должна была получить под свой непосредственный контроль Хайфский залив с городами Хайфа, Акко и долину Зебулон. Франция должна была получить под свой прямой контроль всю территорию к северу от международной территории, чтобы контролировать Ливан и его побережье.
После окончания Первой мировой войны, в ходе которой весь регион был оккупирован Египетским экспедиционным корпусом под командованием британского генерала Эдмунда Алленби, возникла ситуация, при которой Великобритания не считала себя обязанной дословно соблюдать соглашения Сайкса-Пико; более того, Декларация Бальфура благоприятствовала созданию национального дома для еврейского народа на Земле Израиля. Сионистское движение передало свои территориальные требования Парижской мирной конференции (1919 г.), которая на севере включала территорию к северу от реки Литани, которую оно рассматривало как жизненно важный источник воды для будущего национального дома, как а также истоки реки Иордан, которая на северо-востоке включала гору Хермон и Голанские высоты (на расстоянии около 16 км к западу от железной дороги Дамаск-Медина).
Соглашение, подписанное в Довиле в сентябре 1919 года между премьер-министром Великобритании Ллойдом Джорджем и премьер-министром Франции Жоржем Клемансо, определяло зону военной ответственности в этом районе. Согласно этому соглашению, англичане эвакуировали занимаемые ими территории к северу от «линии Дубиля», протянувшейся между Рош-Ханкарой и Боазией в Хуле (немного севернее сегодняшнего Айелет-ха-Шахар). Территория к северу от этой линии, вплоть до Тира, находилась под контролем французских военных, но фактически стала нейтральной территорией с четырьмя изолированными еврейскими пунктами: Тель-Хай, Метула, Хамара и Кфар-Гилади.
Франция не установила своего господства в регионе и не направила в него достаточных военных сил, а первоначально держалась вдоль побережья, в районе Тира и Сидона. Местные арабы воспользовались ситуацией, чтобы восстать против французского правления и даже преследовать христианские деревни на территории, которую защищала Франция. В этом районе действовало множество банд бедуинов при некоторой поддержке со стороны британцев. На этом фоне, а также на фоне стремления создать «факты на местах» как со стороны евреев, так и со стороны арабов, Тель-Хай подвергся нападению в марте 1920 года, а бедуины напали на Цемах 24 апреля 1920 года. В то же время между Великобританией и Францией велись дискуссии о местоположении границы. 24 апреля 1920 года на конференции в Сан-Ремо было решено предоставить Великобритании мандат на управление Землей Израиля (и Месопотамией — Ираком), а Франции — мандат на управление Сирией и Ливаном, чтобы продвинуть эти территории к независимости.
В 1920 году были между Англией и Францией было подписано соглашение, где Франция уступила часть Галилеи, но оставляла себе части Голаны, Хермон и большинство истоков Иордана.
В 1923 году было подписано соглашение Поле-Ньюкомба, в результате которого граница Палестины сократилась на востоке, но увеличилась на севере.
2 февраля 1926 года Верховный комиссар Великобритании в Израиле и Верховный комиссар Франции в Сирии подписали в Иерусалиме соглашение о добрососедстве между Землей Израиля и между Сирией и Ливаном. Согласно административному соглашению, жителям мандатов по обе стороны границы разрешалось свободно передвигаться без паспортов по приграничным путям.
В апреле 1936 г. вспыхнуло «Великое арабское восстание». В августе 1936 года Фаузи аль-Каукджи прибыл в Израиль из Ливана вместе с сотнями вооруженных людей, пересекших границу Сирии и Иордании. Повстанцы пытались взять под контроль целые районы страны.
Великобритания обратилась к французским властям с просьбой помочь закрыть границу, но безуспешно. Было ясно, что граница между Землей Израиля, Сирией и Ливаном должна быть огорожена и демаркирована таким образом, чтобы контролировать переход между странами и демонстрировать активное присутствие в местах скопления арабского населения в Галилее.
Первым шагом к захвату враждебной территории в Галилее стало строительство северной дороги с февраля по октябрь 1937 года. Целью дороги было блокировать проникновение с севера и позволить войскам быстро добрираться до арабских деревень, которые стояли по маршруту дороги. Из-за этого, а также из-за гористости и сложности маршрута дорога была проложена не на самой границе, а на некотором расстоянии от неё. Вдоль дороги было построено охранное ограждение, возле него располагались укрепленные полицейские участки (форты «тегарт»). Расположение забора и дороги оставили «палец Галилеи» к северу от Рош-Пины за пределами забора, но британский суверенитет в этом районе сохранялся.
Эта граница, установленная в ходе переговоров между державами, стала линией перемирия между Израилем и Ливаном после Войны за независимость.

## После образования Израиля
Согласно Родосским соглашениям, подписанным после войны за независимость, Армия обороны Израиля эвакуировала 14 оккупированных ею деревень в Ливане южнее реки Литани, а ливанская армия покинула Рош-ха-Никру — линия границы времен мандата между Палестиной и Ливаном стала линией границы («Зеленая линия»). Демаркация была завершена 18 января 1951 года.
Шестидневная Война почти не изменила северную границу Израиля, кроме завоевания Голанских Высот, которые граничат с Ливаном.
В 1972 году Израиль построил дорогу и забор вдоль границы.

## Литани
14 марта 1978 года Израиль начал Операцию «Литани», заняв территории в районе к югу от Литании, за исключением городом Тира. В ответ на вторжение, Совет Безопасности ООН принял резолюции 425 и резолюцию 426, призывающие к выводу израильских войск из Ливана. Израильские войска были выведены в конце 1978 года, но передали свои позиции на территории Ливана их союзнику, Армии Южного Ливана.
В 1981 году Израиль аннексировал Голанские высоты, и израильский суверенитет Израиля распространился на часть деревни Гаджар, и наряду с фермами Шебаа и семью другими деревнями, которые стали яблоком раздора в вопросе о сухопутной границе между Израилем и Ливаном.

### Первая Ливанская война
Первая ливанская война началась с захвата ЦАХАЛом южной части Ливана в начале июня 1982 года, а на пике своего развития ЦАХАЛ захватила Бейрут, за 40-километровой линией, которую израильское правительство объявило с самого начала войны. В сентябре 1983 года ЦАХАЛ начал вывод войск, и к 1985 году ЦАХАЛ освободил значительную часть завоеванной им территории, но продолжал удерживать полосу безопасности на юге Ливана.
Полоса безопасности удерживала север Израиля вне досягаемости «Катюш». Пребывание в Ливане подвергло солдат ЦАХАЛа ожесточенным партизанским столкновениям с Хезболлой, и ЦАХАЛу было трудно дать им адекватный ответ. В 1996 году началась операция «Гроздья гнева».
24 мая 2000 года по приказу премьер-министра Эхуда Барака ЦАХАЛ покинула Ливан после 18 лет пребывания там, в соответствии с резолюцией 425 Совета и выполнил требования, установленные в его докладе от 22 мая 2000 года. Организация Объединённых Наций в сотрудничестве с Государством Израиль определила «линию вывода ЦАХАЛа» и обозначила её цветными бочками голубого цвета (цвет флага ООН); линия известна сегодня как «Голубая (или синяя) линия».
28 января 2005 г. была принята резолюция 1583 Совета Безопасности ООН относительно сил ЮНИФИЛ, расположенных на границе Израиля и Ливана.

### Вторая Ливанская война
Вторая ливанская война началась с артиллерийского обстрела Хезболлой северных приграничных поселений в районе Шломи, за которым последовало похищение двух солдат ЦАХАЛа.
Во время войны Израиль также отбил север деревни Аджар — территорию, расположенную в Ливане и из которой он недавно вывел свои войска в 2000 году. Жители деревни Аджар стали гражданами Израиля в соответствии с Законом о Голанских высотах 1981 года. В период действия полосы безопасности многие из них построили дома в северной части деревни, на территории Ливана.
Во втором десятилетии XXI века ЦАХАЛ укрепил укрепленные районы на северной границе, используя железобетонные плиты, земляные насыпи, защищенные башни и модернизировав пограничный забор, чтобы предотвратить нападения Хезболлы на поселения вблизи границы (см. Эвен мишталевет).

## Синяя линия

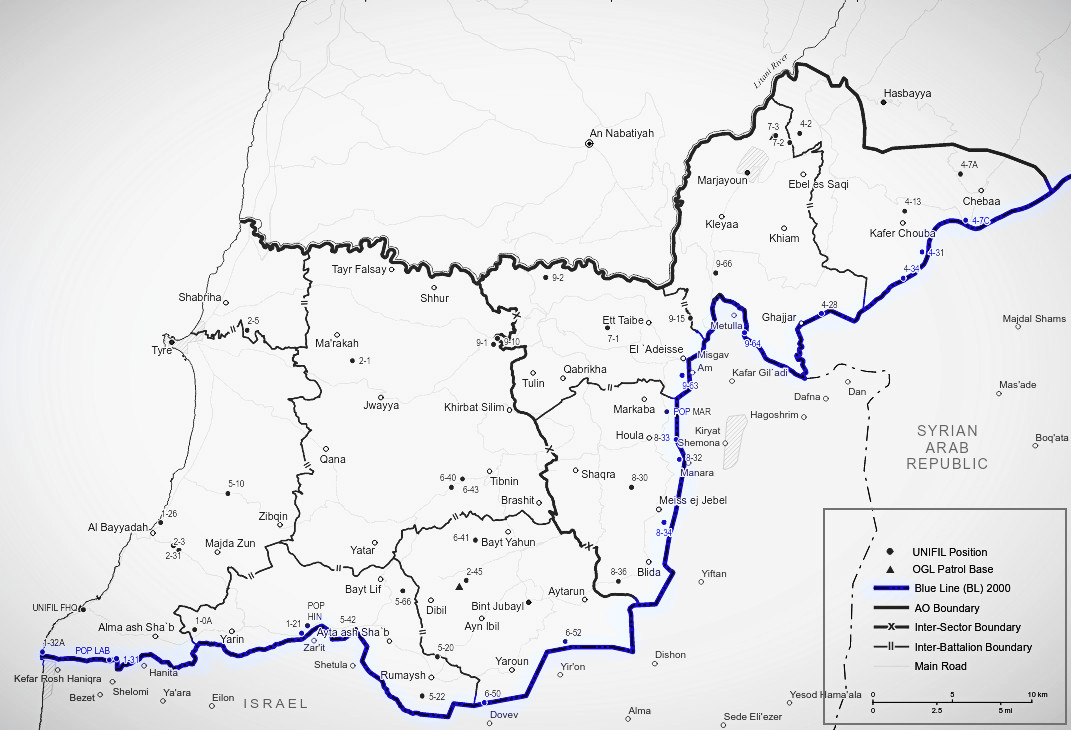
Синяя линия

Организация Объединённых Наций попыталась как можно ближе воспроизвести синюю линию в 2000 году, как границу между Ливаном и Израилем, от Средиземного моря до реки Хацбани, экстраполируя на Зелёную линию, установленную в соответствии с Соглашением о перемирии 1949 года между Ливаном и Израилем. Район к востоку от реки Хацбани считается частью Сирии и распространяется до Голанских высот.

## Спорные пункты
Существуют 13 спорных участков вдоль границы, в том числе пограничная деревня Гаджар.

## Морская граница
Спор о морской границе между Израилем и Ливаном связан с газовыми месторождениями Кана и Кариш. Спор длился с 2010 по 2022 год и был разрешен после почти двух лет переговоров, и закончился компромиссным соглашением.